# Duże zwierzę
Duże zwierzę è un film del 2000 diretto da Jerzy Stuhr.